# 20 años
20 años è il decimo album di Luis Miguel pubblicato nel 1990.

## Tracce
1. Entrégate – 4:24 (testo: Juan Carlos Calderón – musica: Juan Carlos Calderón)
2. Oro De Ley – 3:59 (testo: Juan Carlos Calderón, Luis G. Escolar – musica: Juan Carlos Calderón, Luis G. Escolar)
3. Tengo Todo Excepto a Ti – 4:32 (testo: Juan Carlos Calderón – musica: Juan Carlos Calderón)
4. Será Que No Me Amas (Blame It on the Boogie) – 4:07 (testo: Mick G. Jackson-Clark, David Jackson-Rich, Hans Kampschroer, Elmar Krohn, Thomas Meyer – adatt. spagnolo: Juan Carlos Calderón – musica: Mick G. Jackson-Clark, David Jackson-Rich, Hans Kampschroer, Elmar Krohn, Thomas Meyer, Juan Carlos Calderón)
5. Amante Del Amor – 3:22 (testo: Juan Carlos Calderón – musica: Juan Carlos Calderón)
6. Hoy El Aire Huele A Ti – 3:45 (testo: Juan Carlos Calderón – musica: Juan Carlos Calderón)
7. Cuestión de Piel – 4:25 (testo: Juan Carlos Calderón, Luis G. Escolar – musica: Juan Carlos Calderón, Luis G. Escolar)
8. Más Allá de Todo – 4:05 (testo: Juan Carlos Calderón – musica: Juan Carlos Calderón)
9. Alguien Como Tú (Somebody in Your Life) – 4:19 (testo: Diane Warren, Robbie Buchanan – adatt. spagnolo: Luis Ángel Marquez – musica: Diane Warren, Robbie Buchanan, Luis Ángel Marquez)
10. Más – 3:11 (testo: Juan Carlos Calderón – musica: Juan Carlos Calderón)